# جائزة سيزار لأفضل ممثل مساعد
الفائزون بجائزة سيزر لأفضل ممثل رئيس:
- 1976: جان ريكفو في المهرجان بدأ
- 1977: كلود براسيو في الفيل المضلل
- 1978: جاك دوفيلو في الطبول - السرطانات
- 1979: جاك فلياريه في روبير وروبير
- 1980: جان بيوسيه في المتهور
- 1981: جاك دوفيلو في الابن السيئ
- 1982: قاي مارتشان في المحقق
- 1983: جان كارميه في الفقراء البائسين
- 1984: ريتشار أنكونينا في ودعا أيتها الدمية
- 1985: ريتشار بوهرانجير في القانون
- 1986: ميشيل بوجناه في ثلاثة رجال ورضيع
- 1987: بيير أرديتي في ميلو
- 1988: جان-كلود برايلي في الأبرياء
- 1989: باتريك شازنيا في القارئ
- 1990: روبير هاريش في شتاء 54، الأب بيير
- 1991: جاك ويبير في سيريانو من برغرا
- 1992: جان كارميه في شكرا للحياة
- 1993: أندريه دوسوليه في قلب في الشتاء
- 1994: فابريك لوشياني في كل هذا لأجل هذا
- 1995: جان-هيوز أنجلادي في الملكة مارغت
- 1996: إيدي ماتشيل في السعادة حولنا
- 1997: جان-بيير دروسيا في تشابه العائلة
- 1998: جان-بيير باكري في الأغنية المعروفة
- 1999: دانيال بريفوسيه في لعبة العشاء
- 2000: فرانسوا بيرليا في أعمالي الصغيرة
- 2001: جيرار لينفين في مذاق الآخرين
- 2002: أندريه دوسوليه في موظف الردهة
- 2003: برنار لو كو في ذاكرة جميلة
- 2004: داري كول في ليس على الشفاه
- 2005: كلوفيز كورنيلا في الأكاذيب والخيانات والأشياء المتشابه الأخرى..
- 2006: نيلاز أريستروب في دقات قلبي توقفت
- 2007: كاد ميراد في أنا بخير
- 2008: سامي بوجيلا في الشهود
- 2009: جان بول روسيون في قصة نويل
- 2010: نيلس أريستروب في نبي
- 2011: ميكائيل لونسدال في رجال وآلهة
- 2012: ميشال بلون في تمرين الدولة (فيلم)
- 2013: غويوم دو تونكيداك في الإسم
- 2014: نيلس أريستروب في كيه دورسيه
- 2015: رضا خاطب في أبقراط
- 2016: بنوا ماجيمال في الرأس العالي